# George Edward Dobson
George Edward Dobson (4 de setembre del 1848 a Edgeworthstown, Comtat de Longford, Irlanda - 26 de novembre del 1895) fou un zoòleg, fotògraf i cirurgià militar irlandès.

## Biografia
Era fill de Parke Dobson. Seguí els seus estudis a l'Escola Reial d'Enniskillen i posteriorment al Trinity College de Dublín. Obtingué el Bachelor of Arts el 1866, el Bachelor of Medicine i el Bachelor of Chemistry el 1867 i, finalment, el Master of Arts el 1875. Ingressà al servei mèdic de l'exèrcit i marxà a servir a l'Índia, on es quedà fins a la seva jubilació el 1888.
Cap al 1878 esdevingué conservador del Museu de Netley. Dobson era expert en mamífers, particularment ratpenats i insectívors. Fou membre de diverses societats científiques, incloent-hi la Royal Society (elegit el 1883), la Societat Linneana de Londres i la Societat Zoològica de Londres. Fou membre corresponent de l'Acadèmia de Ciències Naturals de Filadèlfia i la Societat Biològica de Washington.
El 1872 fou enviat a les illes Andaman, on prengué moltes fotografies antropològiques dels seus habitants.
Entre les obres més destacades de Dobson hi ha Catalogue of the Chiroptera in Collection of British Museum (1878), Monograph of the Asiatic Chiroptera (1876), A Monograph of the Insectivora, systematic and anatomical (tres parts, John Van Voorst, Londres, 1882-1890.